# Melinis ambigua
Melinis ambigua är en gräsart som beskrevs av Eduard Hackel. Melinis ambigua ingår i släktet Melinis och familjen gräs. Utöver nominatformen finns också underarten M. a. longicauda.